# 朴茨茅斯足球俱乐部
朴茨茅斯足球俱乐部（英語：Portsmouth Football Club），英格蘭一家足球俱乐部，於1898年成立，主場位於漢普郡港口城市的法頓公園球場（Fratton Park）。2009/10年球季以英超墊底成績降班到英格蘭足球冠軍聯賽；2011/12年球季再度進入財務監管被扣減10分，最終於球季結束再次降班到英格蘭足球甲級聯賽。經歷14個月的財務危機，於2013年4月20日確定由「龐培球迷基金」（Pompey Supporters' Trust）接管，並正式脫離財務監管，但再被扣減10分，來季降班到英乙。
2023/24年度球季，樸茨茅夫奪得英甲冠軍，來季升上英冠聯賽作賽。

## 歷史

### 初創時期
1898年4月5日五名商人在律師見證下成立「樸茨茅夫足球及體育有限公司」（Portsmouth Football and Athletic Company Limited），並集資在金匠大道（Goldsmith Avenue）附近購入一塊土地作為成立新球隊之用（即法頓公園球場現址）。球隊以剛因違反業餘規例而被迫解散的皇家步兵隊（Royal Artillery）為藍本，成功取得南部聯賽的參賽資格，首場聯賽在1899年9月2日作客1-0擊敗查塔姆（Chatham），三日後回到法頓公園主場與本地敵對球隊修咸頓 友賽。首季即在28場比賽勝出20場，取得南部聯賽亞軍，翌年（1901/1902年）更進一步獲得冠軍。但樸茨茅夫在1910/11年不幸降級，從錫周三招聘卜·布朗（Bob Brown）成為領隊，只一季便回升，但樸茨茅夫卻債台高築，陷入財務危機。

### 初升甲組
1915至1919年足球比賽因世界大戰而停頓，聯賽重開後樸茨茅夫隨即奪得第二次南部聯賽冠。1920/21年獲邀加入新成立的丙組聯賽，當季只排第12位，但1923/24年即奪得重組的南區丙組聯賽冠軍，升級乙組聯賽。樸茨茅夫在乙組繼續有好表現，1926/27年，他們在球季最後一仗戲劇性地擊敗曼城，以0.005的平均入球率些微差距，取得第二席升上甲組聯賽的資格。
在傳奇領隊積·添尼（Jack Tinn）帶領下，樸茨茅夫在甲組只能掙扎求存，曾以0-10大敗給莱斯特城（至今仍為球隊負球最多的紀錄）。但足總杯卻另有一番光景，1929年首次打入決賽，以0-2敗於保頓腳下屈居亞軍。樸茨茅夫成績不斷冒升，1930/31年排名第四位。1933/34年再晉身足總杯決賽，以1-2負於曼城再度飲恨。1939年積添尼終於如願以嘗，帶領球隊第三度晉身足總杯決賽，以4-1大勝狼隊摘冠。足球再次因大戰而停頓，樸茨茅夫一直保留足總杯至戰後的1945/46年。

### 盛極而衰
二次大戰後，樸茨茅夫成英國聯賽的強隊之一，於1949年（樸茨茅夫成立的金禧年）及1950年連續取得兩屆聯賽冠軍。但自冠軍領隊鲍勃·杰克逊（Bob Jackson）在1952年轉投侯城後，球隊青黃不接，自此每下愈況，1959年降級乙組，1961年再降級丙組，雖然只花一季便以冠軍身份回升乙組，但往後十多年只能維持在乙組平凡渡過。約翰·迪肯（John Deacon）在1972年成為樸茨茅夫主席並注入現金仍未能扭轉形勢，球隊在1976年再次降級丙組。
1976年11月樸茨茅夫急需25,000英鎊償還債務以避免破產，最終由當地報章“新聞報”（The News）發動球迷捐助才渡過難關。球隊出售球員以解財困，更被迫以青年球員出戰，結果在1978年淪落在丁組聯賽角逐。

### 袋鼠兵團
樸茨茅夫捲土重來，在丁組兩年後回升丙組，1982/83年更獲得丙組冠軍升上乙組。在阿倫·波爾帶領下兩度錯失升級機會，終於在1986/87年成功重返甲組聯賽。緊絀的財政只能使樸茨茅夫在頂級聯賽待了一個球季。再次降級促使迪肯在1988年將球隊賣給倫敦商人吉姆·格里高利（Jim Gregory）。1991/92年吉姆·史密斯（Jim Smith）接掌領隊，有素质的年青球員出現令球隊再現生機，殺入足總杯八強，只在重賽才以十二碼負於利物浦出局。翌年更只欠一個入球而將升級超級聯賽席位拱手讓予韋斯咸。主席格哥利將早前借給球隊的金錢收回，樸茨茅夫再次出售球員還債，球隊狀態急降，史勿夫更受爭議地於1995年被撤職，由泰利·芬域克（Terry Fenwick）代替。樸茨茅夫在賽季最後一天作客勝哈德斯菲尔德而避免降級。
雲拿保斯（Terry Venables）在1996年夏季到臨樸茨茅夫擔任顧問，稍後更以象徵式1英鎊收購球隊出任主席。雲拿保斯當時兼任澳洲國家隊教練，球隊遂大量簽入澳洲球員，但表現強差人意，而雲拿保斯亦因澳洲隊的比賽而經常缺席樸茨茅夫的比賽，球隊成績低落而使球迷大失所望，1997/98年球季只過了三分二，雲拿保斯便與芬域克雙雙離開，雲拿保斯將股份賣回前主席格哥利的兒子馬田·格哥利（Martin Gregory），阿倫·波爾回巢任教，樸茨茅夫再次在賽季最後一日逃脫降級厄運。

### 再戰超聯
新球季朴茨茅斯仍受財赤困擾，終於在1998年12月宣告清盤。美籍塞爾維亞商人曼達里奇（Milan Mandaric）在1999年5月收購樸茨茅夫，球會獲注資增兵但仍無起色。前韋斯咸領隊哈利·列納於2002年執掌樸茨茅夫，占·史勿夫為其副手，到任即定下取得升班資格為目標，最終由頭領放至尾，以甲組聯賽冠軍身份升上英超。

舊會徽

儘管不少人認為樸茨茅夫在英超不會成功護級，列納卻簽得了多員大將，包括老將、（Svetoslav Todorov）、（Vincent Pericard）及等，融入以舊將（Matthew Taylor）和（Gary O'Neil）等人班底，在號稱“費頓堡壘”的主場成績媲美榜首三強，唯作客整季只曾兩勝，首季（2003/04年）排於中游的第13位。翌年曼達里奇與列納不斷發生衝突，在2004年11月曼達里奇委任扎耶奇（Velimir Zajec）出任球會足球總監，列納大為不滿，與占·史勿夫在11月23日辭職。扎耶奇接替為臨時領隊，以祖·佐敦（Joe Jordan）為副手，但連串差劣成績，導致曼達里奇急忙於2005年4月委任法國人佩連（Alain Perrin）為領隊，扎耶奇繼續原任足球總監。4月25日主場以4-1打敗宿敵修咸頓後六日，樸茨茅夫雖然負於曼城，但後面的球隊相繼失分而確定護級成功，最終排名第17位。
2005/06賽季開季成績未如理想，繼扎耶奇以家庭為由離職後，曼達里奇在2005年11月24日宣佈辭退上任短短八個月的佩蘭，由教練祖·佐敦暫時領軍。12月7日樸茨茅夫與修咸頓達成補償協議，將前領隊哈利列納帶回法頓公園球場。
2006年1月2日，朴茨茅斯发表声明，曼达里奇已经把一半所有权转让给30岁的法籍俄罗斯富翁亚历山大·盖达马克。7月19日曼达里奇將餘下股權以3,200萬英鎊賣給盖达马克，並於9月21日宣佈在周一對保頓賽後辭任主席。
2008年，樸茨茅夫在英格蘭足總盃有突出表現，打入最後八強後，爆冷以1-0淘汰曼聯，晉級四強。因車路士、阿仙奴、利物浦等英超強隊在當屆足總盃早段相繼被淘汰，樸茨茅夫成為唯一晉級四強的英超球隊，成為奪標大熱。樸茨茅夫於2008年4月5日在準決賽以1-0淘汰英冠的西布朗晉級決賽。5月17日，在溫布萊球場舉行的2008年英格蘭足總盃決賽中，樸茨茅夫再以1-0擊敗英冠的卡迪夫城，第二次奪得英格蘭足總盃冠軍，亦打破自1996年起英格蘭足總盃冠軍被英超四強（曼聯、車路士、阿仙奴、利物浦）球隊壟斷的局面，並取得2008年至2009年歐洲足協盃參賽資格。

### 中東收購
2009年5月27日阿联酋阿布扎比发展和投资联合集团（ADUG）首席执行官苏莱曼·阿尔-法希姆（Dr Sulaiman Al-Fahim）以個人名義成功收購球隊，阿尔-法希姆是集团去年收購曼城的牽頭人，8月26日阿尔-法希姆成功以估計6,000萬英鎊收購球隊，成為單一東主。10月5日阿尔-法希姆將90%的股份轉讓予沙地阿拉伯商人阿里·阿爾-法拉治（Ali al-Faraj）。

### 經濟困難，降班英乙
2010年2月26日，英超聯官方網頁發表聲明，指樸茨茅夫申請破產保護，球會正式被接管，是英超自1992年成立以來，首次有球會被接管。樸茨茅夫被扣減9分。在同年3月27日的第32輪賽事，以0-2不敵熱刺後，須在餘下的6場賽事，再爭取15分才可保住英超席位。可惜在2010年4月10日的第34輪賽事，韋斯咸以1-0擊敗新特蘭後，樸茨茅夫下季已肯定降班。
但樸茨茅夫在同年的英格蘭足總盃卻有出色表現，成功晉級最後四強，於2010年4月11日，在溫布萊球場舉行的準決賽中，樸茨茅夫以2-0擊敗熱刺，继2008年后，再度进入决赛，对阵車路士。樸茨茅夫最後以0-1敗給車路士，奪得亞軍。由於足總盃冠軍車路士已取得歐聯參賽資格，樸茨茅夫本可以足總盃亞軍身份參加來屆的歐霸盃，但因為樸茨茅夫被正式接管，不符合歐洲足協的參賽資格，故不能獲得歐霸盃的資格，因此該歐霸盃附加賽資格落入英超聯賽排名第六之球隊。
樸茨茅夫返回英冠聯賽作賽後，於2012年再一次被接管，聯賽被扣十分，結果在2011/12球季只得聯賽倒數第三名，再降一級往英甲聯賽。因為球會被接管，樸茨茅夫在2012/13球季開季時先被扣十分，加上不少球員以至領隊因球會財政危機而離隊，以至這一季在樸茨茅夫在英甲最後位列榜尾，2013/14球季再降一級往英乙作賽。

### 回升英冠
2016/17年度球季，樸茨茅夫奪得英乙冠軍，來季升上英甲作賽。 2017年8月，前華特·迪士尼公司首席執行官邁克·艾斯納(Michael Eisner)以567萬英鎊從龐培球迷基金(Pompey Supporters' Trust)全購樸茨茅夫足球俱樂部股權並成為俱樂部新任主席。
樸茨茅夫在2018/19及2019/20年度球季皆取得升班附加賽資格，但皆在升班附加賽準決賽被淘汰而未能升上英冠。2023/24年度球季，俱樂部取得英甲冠軍，來季回升英冠作賽。

## 大事紀年
| 年 份   | 事 項 |
| ------- | --- |
| 1899-00 | 球會成立以取代因違反業餘條例而解散的皇家炮兵隊（Royal Artillery），獲選直接加入南部聯賽的甲組聯賽；南部聯賽亞軍 |
| 1900-01 | 同時參加西部聯賽（Western League）；西部聯賽冠軍                                                                |
| 1901-02 | 南部聯賽冠軍；西部聯賽冠軍（第二次）                                                                            |
| 1902-03 | 西部聯賽冠軍（第三次）                                                                                          |
| 1906-07 | 西部聯賽分拆為A、B兩組，被置於B組；南部聯賽亞軍                                                                 |
| 1907-08 | 西部聯賽改在A組參賽；西部聯賽甲A組亞軍                                                                          |
| 1911    | 南部聯賽甲組聯賽排第廿位，降班乙組聯賽                                                                          |
| 1911-12 | 南部聯賽乙組聯亞軍，升班甲組聯賽                                                                                |
| 1919-20 | 南部聯賽冠軍（第二次）                                                                                          |
| 1920-21 | 加入英格蘭足球聯賽，成為新成立的南區丙組聯賽創始成員                                                            |
| 1923-24 | 南區丙組聯賽冠軍，升班乙組聯賽                                                                                  |
| 1926-27 | 乙組聯賽亞軍，升班甲組                                                                                          |
| 1928-29 | 決賽0-2負於，足總盃亞軍                                                                                         |
| 1933-34 | 決賽1-2負於曼城，足總盃亞軍                                                                                     |
| 1938-39 | 決賽4-1擊敗狼隊，足總盃冠軍                                                                                     |
| 1939-40 | 因二戰爆發，足球聯賽暫停                                                                                        |
| 1948-49 | 甲組聯賽冠軍；晉級足總盃四強                                                                                    |
| 1949-50 | 甲組聯賽冠軍（第二次）                                                                                          |
| 1959    | 甲組聯賽排第廿二位，降班乙組聯賽                                                                                |
| 1961    | 乙組聯賽排第廿一位，降班丙組聯賽                                                                                |
| 1961-62 | 丙組聯賽冠軍，升班乙組聯賽                                                                                      |
| 1976    | 乙組聯賽排第廿二位，降班丙組聯賽                                                                                |
| 1978    | 丙組聯賽排第廿四位，降班丁組聯賽                                                                                |
| 1979-80 | 丁組聯賽排第四位，升班丙組聯賽                                                                                  |
| 1982-83 | 丙組聯賽冠軍（第二次），升班乙組聯賽                                                                            |
| 1986-87 | 乙組聯賽排第二位，升班甲組聯賽                                                                                  |
| 1988    | 甲組聯賽排第十九位，降班乙組聯賽                                                                                |
| 1991-92 | 晉級足總盃四強                                                                                                  |
| 1992-93 | 英超成立，乙組聯賽更名甲組〈II〉聯賽；甲組〈II〉聯賽排第三位，附加賽準決賽兩回合累計2-3負於莱斯特城             |
| 2002-03 | 甲組〈II〉聯賽冠軍，升班英超聯賽                                                                                |
| 2007-08 | 決賽1-0擊敗卡迪夫城，足總盃冠軍（第二次）                                                                       |
| 2009-10 | 決賽0-1負於，足總盃亞軍；因債務重組被扣減9分；英超聯賽排第廿位，降班英冠聯賽                                    |
| 2011-12 | 再次進行債務重組，被扣減10分；英冠聯賽排第廿二位，降班英甲聯賽                                                  |
| 2012-13 | 繼續進行債務重組，再被扣減10分；英甲聯賽排第廿四位，降班英乙聯賽                                                |
| 2015-16 | 英乙聯賽排第六位，附加賽準決賽兩回合累計2-3負於普利茅夫                                                         |
| 2016-17 | 英乙聯賽冠軍，升班英甲聯賽                                                                                      |
| 2018-19 | 英甲聯賽排第四位，附加賽準決賽兩回合累計0-1負於新特蘭                                                           |
| 2019-20 | 英甲聯賽第五位，附加賽準決賽兩回合 1:1，十二碼4:5負於牛津聯                                                     |
| 2023-24 | 英甲聯賽冠軍，升班英冠聯賽                                                                                      |

## 近況
參見2015年至2016年英格蘭足球乙級聯賽
- 2015年5月12日，於支付補償費用後，聘請前車士打菲特領隊保罗·库克（英语：Paul Cook (footballer)）（Paul Cook）接掌帥印[7]。
- 2015年5月18日，助理領隊兼過渡領隊加里·沃多克（Gary Waddock）、球員招聘主管安迪·梅維爾（Andy Melville）和一隊教練保羅·亨特文（Paul Hardyman）一同離隊[8]。
- 2015年5月22日，領隊保罗·库克（英语：Paul Cook (footballer)）（Paul Cook）舊部尼廉·李察臣（Leam Richardson）獲聘出任助理領隊，而伊恩·科士打（Ian Foster）則擔任一隊教練[9]。
- 2015年6月12日，龐培球迷基金（Pompey Supporters' Trust）主席肯·馬尼（Ken Malley）因中風病故，終年70歲[10]。

### 盃賽成績
| 圈數     | 日期           | 主／客   | 對賽球隊   | 紀錄                                             |
| 聯 賽 盃 | 聯 賽 盃       | 聯 賽 盃 | 聯 賽 盃   | 聯 賽 盃                                         |
| -------- | -------------- | -------- | ---------- | ------------------------------------------------ |
| 第一圈   | 2020年8月29日  | 客       | 史提芬納治 | 和3 - 3 互射十二碼勝3 - 1 （页面存档备份，存于） |
| 第二圈   | 2020年9月17日  | 客       | 白禮頓     | 負0 - 4 （页面存档备份，存于）                   |
| 足 總 盃 |                |          |            |                                                  |
| 第一圈   | 2020年11月7日  | 客       | 葉士域治   | 勝3 - 2 （页面存档备份，存于）                   |
| 第二圈   | 2019年11月28日 | 主       | 京士林恩   | 勝6 - 1 （页面存档备份，存于）                   |
| 第三圈   | 2021年1月10日  | 客       | 布里斯托城 | 負1 - 2 （页面存档备份，存于）                   |

## 主場球場

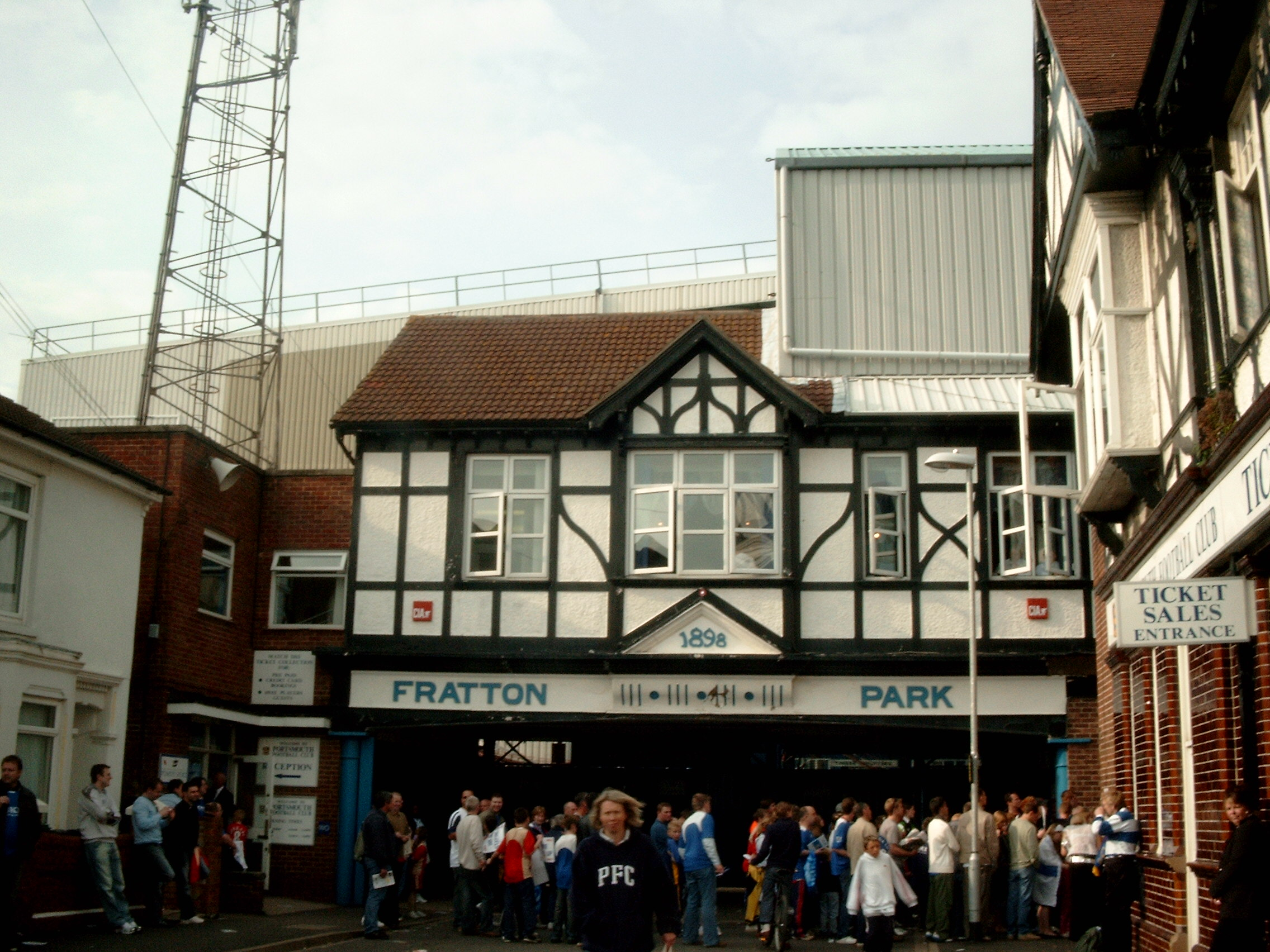
法頓公園球場入口

法頓公園球場（Fratton Park）是位於英格蘭東南部港口城市的足球運動場，自1898年落成以來一直是樸茨茅夫足球會的主場球場。
球場原來的主看台由著名球場建築師阿奇巴尔·雷奇（Archibald Leitch）設計。法頓公園現時擁有四座全坐席看台，球場草坪東西座向。「法頓看台」（Fratton End，獲商業贊助冠名稱為JobSite UK stand）位於球場西面，是最大及最現代化的看台。在草坪兩邊分別為南看台和北看台，均為兩層看台。在東面是現時最細的「米爾頓看台」（Milton End，獲商業贊助冠名稱為Apollo stand），之前曾是英超唯一沒有頂蓋的看台，直到2007/08年季前才加裝頂蓋，這個看台由主場及作客球迷共同使用。 「法頓看台」原來的入口以其「仿都鐸式建築」（mock Tudor） 立面而聞名。於前東主亚历山大·盖达马克（Alexandre Gaydamak） 主政期間，法頓公園曾進行多項改善建設，包括更衣室、前述米爾頓看台的頂蓋及在北看台和米爾頓看台之間的警察廂房上方設置大屏幕。北看台亦於2010/2011年球季獲得「列治威集團」 （Ridgeway Group）贊助的梅賽德斯-賓士（Mercedes-Benz） 取代原本的「樸茨茅夫法頓公園」（"Fratton Park Portsmouth"）及會徽。
法頓公園與「樸茨茅夫直達鐵路」（Portsmouth Direct Line）的「法頓鐵路站」（Fratton railway station）僅10分鐘步行距離。

## 榮譽
| 榮譽                 | 次數        | 年度                              |
| 聯 賽 比 賽          | 聯 賽 比 賽 | 聯 賽 比 賽                       |
| -------------------- | ----------- | --------------------------------- |
| 甲組聯賽〈I〉 冠軍   | 3           | 1948/49年，1949/50年，2023/24年。 |
| 甲組聯賽〈II〉 冠軍  | 1           | 2002/03年。                       |
| 乙組聯賽〈II〉 亞軍  | 1           | 1986/87年。                       |
| 丙組聯賽〈III〉 冠軍 | 2           | 1961/62年，1982/83年。            |
| 南區丙組聯賽 冠軍    | 1           | 1923/24年。                       |
| 杯 賽 比 賽          |             |                                   |
| 足總杯 冠軍          | 2           | 1939年，2008年。                  |
| 足總杯 亞軍          | 3           | 1929年，1934年，2010年。          |
| 聯賽錦標賽 冠軍      | 1           | 2018/19年度                       |
| 聯賽錦標賽 亞軍      | 1           | 2019/20年度                       |
| 地 區 聯 賽          |             |                                   |
| 南部聯賽 冠軍        | 2           | 1901/02年，1919/20年。            |
| 其 他 賽 事          |             |                                   |
| 英超亞洲錦標賽 冠軍  | 1           | 2007年。                          |

## 著名球星
- 戴倫·安達頓（Darren Anderton）
- （Angelos Basinas）
- （Asmir Begović）
- （Nadir Belhadj）
- 貝高域（Eyal Berkovic）
- 貝加（Patrik Berger）
- （Papa Bouba Diop）
- （Sol Campbell）
- （Peter Crouch）
- （Sean Davis）
- （Jermain Defoe）
- （Lassana Diarra）
- 迪阿歷山度（Andrés D'Alessandro）
- 達里奧·施華（Darío Silva）
- （Sylvain Distin）
- （Steve Finnan）
- 佐治·格拉咸（George Graham）
- （Hermann Hreiðarsson）
- （David James）
- （Glen Johnson）
- （Younes Kaboul）
- （Nwankwo Kanu）
- 川口能活（Yoshi Kawaguchi）
- （Niko Kranjčar）
- （Lauren Etame Mayer）
- （Pedro Mendes）
- 保羅·麥臣（Paul Merson）
- 奧拉斯迪比（Emmanuel Olisadebe）
- （Sulley Muntari）
- （Benjani Mwaruwari）
- （Robert Prosinecki）
- （Lee Sharpe）
- （Teddy Sheringham）
- 史提夫·史東（英语：Steve Stone (footballer)）（Steve Stone）
- （Matthew Taylor）
- （Djimi Traore）
- （Paul Walsh）
- （Neil Webb）
- （Aiyegbeni Yakubu）
- 基卡斯（Theofanis Gekas）